# Tarazona de la Mancha
Tarazona de la Mancha ist eine Gemeinde (municipio) mit 6.117 Einwohnern (Stand: 2024) in der südostspanischen Provinz Albacete der Autonomen Region Kastilien-La Mancha.

## Lage
Tarazona de la Mancha liegt etwa 40 km nordwestlich von Albacete in einer Höhe von ca. 715 m am Valdemembra. Der Río Júcar begrenzt die Gemeinde im Süden und im Westen. Das Klima im Winter ist kühl, im Sommer dagegen durchaus warm; die geringen Niederschlagsmengen (ca. 370 mm/Jahr) fallen – mit Ausnahme der nahezu regenlosen Sommermonate – verteilt übers ganze Jahr.

## Bevölkerungsentwicklung
| Jahr      | 1970 | 1981 | 1991 | 2001 | 2011 | 2021 |
| Einwohner | 7111 | 6850 | 5952 | 5747 | 6576 | 6184 |

Der kontinuierliche Bevölkerungsanstieg ist im Wesentlichen auf die anhaltende Zuwanderung von Menschen aus dem agrarisch geprägten Umland zurückzuführen.

## Sehenswürdigkeiten

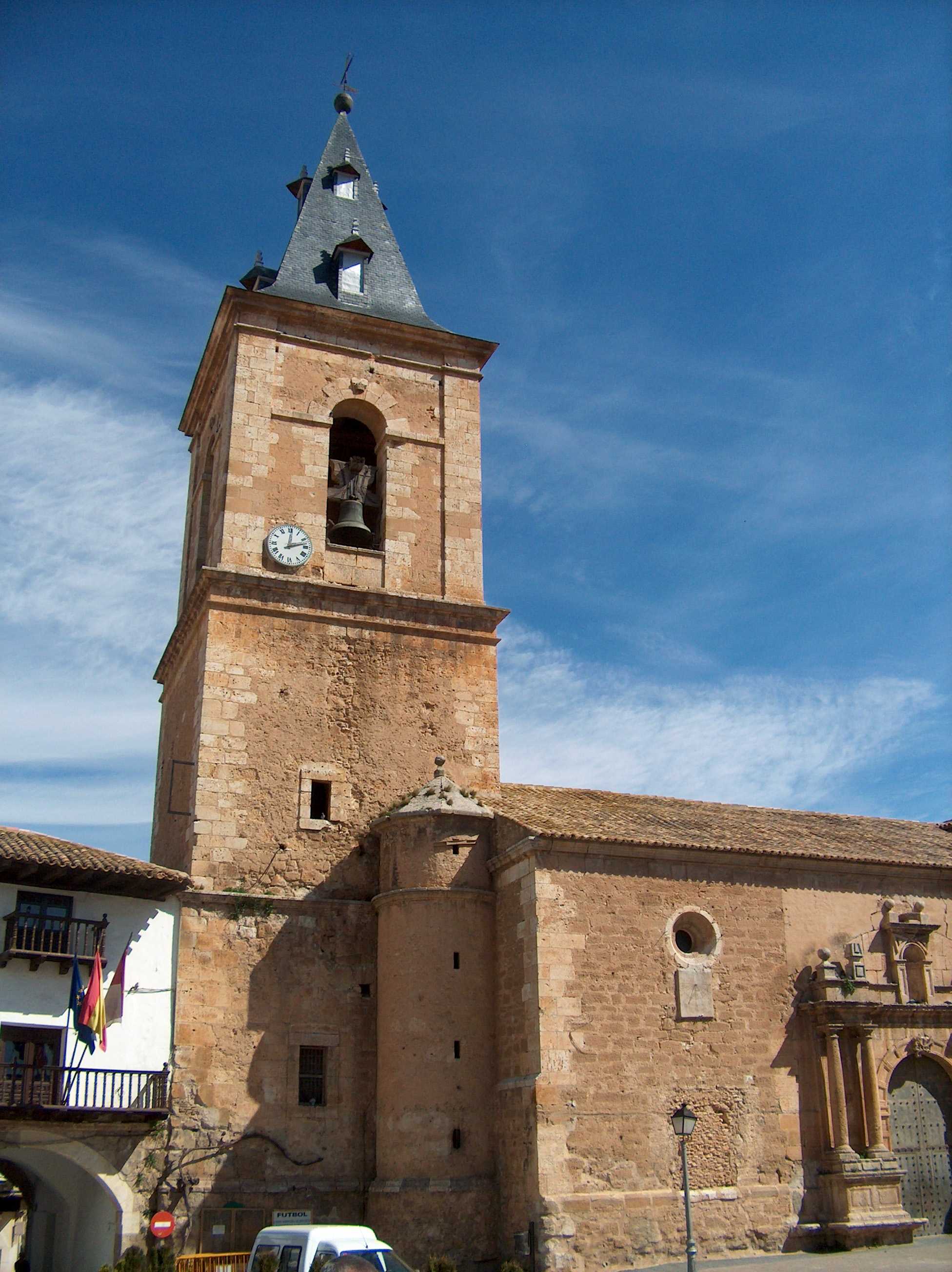
Bartholomäuskirche

- Bartholomäuskirche